# Kaakie
Grace Kaki Awo Ocansey, nom de scène Kaakie ou Dancehall Queen, est une chanteuse de Dancehall et Hiplife ghanéenne, née le 28 mars 1991 à Accra. 

## Parcours
Née en mars 1991 à Accra,  Kaakie est titulaire d'un diplôme de sage-femme de l'Université du Ghana puis d'une maîtrise de l'Université Anglia Ruskin en 2019. 
À l'université, elle a l'occasion de participer à une émission de télé-réalité intitulée Stars Of The Future. Elle participe aussi à un concours de chant diffusé à la télévision ghanéenne pendant des semaines, mais elle est évincée en cours de route (elle était classée cinquième). Elle rencontre ensuite rencontré un ingénieur du son et producteur exécutif ghanéen JMJ Baby (Joshua Raphaelson) - Courtesy Charter House - et signe un contrat avec son label, Xtra Large Music.
Elle sort son premier album sous ce label discographique Xtra Large Music. En 2013, elle gagne le prix de la nouvelle artiste de l'année, aux Ghana Music Awards mais également celui de la chanson Reggae/Dancehall de l'année.